# Fritz Liphardt
 Fritz Liphardt (ur. 3 maja 1905 w Szczecinie, zm. 18 maja 1947 tamże) – niemiecki zbrodniarz wojenny, Obersturmbannführer SS.
Z zawodu był prawnikiem, od 1936 r. członek SS i SD. Od 1936 r. pełnił funkcję zastępcy szefa gestapo w Szczecinie, a bezpośrednio przed wybuchem wojny kierował placówką gestapo we Frankfurcie nad Odrą. We wrześniu 1939 r. członek Einsatzkommando 11/3, która mordowała Polaków i Żydów. Od listopada 1939 do października 1943 był komendantem Sipo w Dystrykcie radomskim.
Po wojnie alianci aresztowali go i przekazali Polsce. Zmarł w więzieniu karno-śledczym w Szczecinie. Jako przyczynę śmierci podano samobójstwo.

## Literatura
- Ernst Klee: Das Personenlexikon zum Dritten Reich. Fischer-Taschenbuch-Verlag, Frankfurt am Main 2007, ISBN 978-3-596-16048-8.
- Klaus-Michael Mallmann, Jochen Böhler und Jürgen Matthäus: Einsatzgruppen in Polen: Darstellung und Dokumentation.  Wissenschaftliche Buchgesellschaft, Stuttgart 2008, ISBN 978-3-534-21353-5.